# Yanks de Boston
Stade
Maillots
Les Yanks de Boston (en anglais : Boston Yanks) étaient une franchise de football américain de la National Football League (NFL) basée à Boston dans le Massachusetts.

## Historique
Cette franchise, aujourd'hui disparue, fut fondée en 1944 et aura joué cinq saisons dans la NFL. L'équipe jouait ses matchs dans le stade du Fenway Park.
Le nom de Yanks a été choisi par le propriétaire de l'équipe, Ted Collins, qui aurait aimé que son équipe joue dans le Yankee Stadium. En raison de la Seconde Guerre mondiale, l'équipe fusionne pour la saison 1945 avec les Tigers de Brooklyn et prend alors le nom des Yanks de Boston. Quand pour la saison 1946, le propriétaire des Tigers annonce sa volonté de rejoindre la All-America Football Conference, sa franchise est dissoute et tous ses joueurs sont envoyés rejoindre les rangs des Yanks. Après trois saisons peu glorieuses, Collins a enfin le droit de déménager sa franchise à New York en 1949 et prend le nom des Bulldogs de New York.

### Joueurs célèbres de la franchise
Le seul joueur ayant joué pour les Yanks et intronisé par la suite dans Pro Football Hall of Fame, temple de la renommée du football américain est Clarence « Ace » Parker.